# Horisont

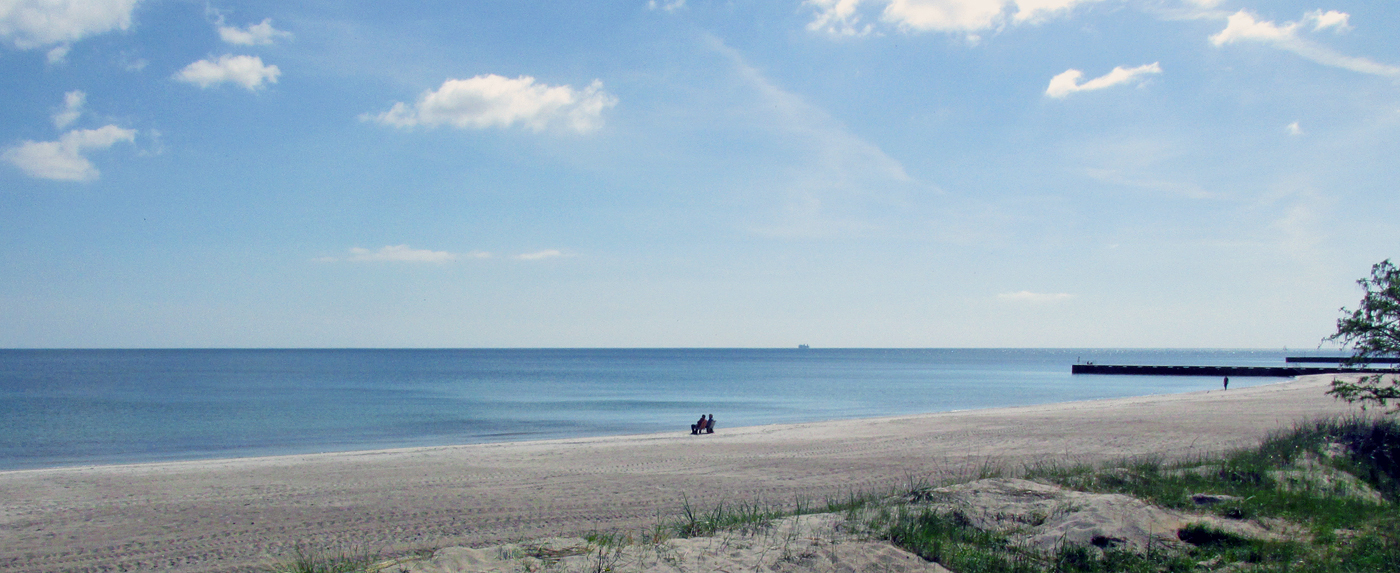
Horisont vid havet vid Ystad Saltsjöbad.

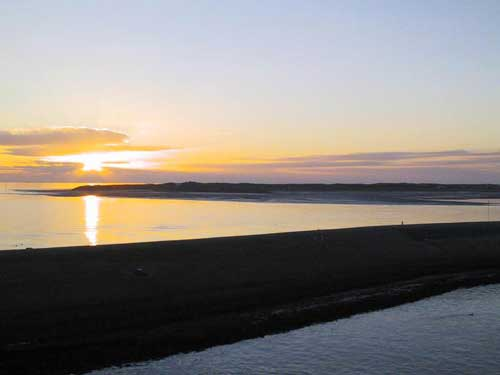
Solen går ned vid horisonten.

Horisont, från grekiska "begränsande", är den linje i blickfältet där markytan och himlen möts, dvs den mest avlägsna punkten på markytan som man kan se.
Horisonten spelade tidigare stor roll i navigation till havs. För exakta mätningar till lands, där horisonten är ojämn och därför olämplig som utgångspunkt för mätningar, användes artificiella horisonter, ofta skapade med vattenpass. Vid sextantmätning skapar man en konsthorisont genom att utnyttja spegelbilden av den observerade himlakroppen i en kvicksilverdroppe. 
Horisont används även överfört i andra sammanhang där man avser något som begränsar det observerbara.

## Avståndet till horisonten
För att få en ungefärlig uppfattning om avståndet till horisonten kan följande formel användas:
{\displaystyle s_{1}={\sqrt {13h}}}
där h är höjden som dina ögon befinner sig på i meter och s1 är den raka sträckan från dina ögon till horisonten i kilometer.
Ett närmevärde på sträckan s1 som är lätt att komma ihåg:   {\displaystyle s_{1}=3,6{\sqrt {h}}} [1]
Ett mer exakt värde erhålls med följande formel:
{\displaystyle s_{2}={\sqrt {2Rh+h^{2}}}} [2]
där R är jordradien. Observera att både h och R här måste anges med samma enhet, till exempel kilometer; denna blir då också enheten för s2.
Formlerna ovan anger den raka sträckan mellan betraktarens ögon och horisonten. Om man däremot vill veta den faktiska sträckan som man skulle behöva färdas för att nå den horisont som man ser vid ett speciellt tillfälle, det vill säga längden på den båge som går från betraktarens fötter till horisonten, så måste man använda följande formel:
{\displaystyle s_{3}=R\cos ^{-1}{\frac {R}{R+h}}}
När höjden, h, är avsevärt mindre än jordradien, R, så ger s1 och s2 ungefär samma resultat som s3. En höjd på 100 kilometer ger en skillnad på cirka 1 procent.

## Beräknat avstånd till horisonten
Avståendet till horisonten över ett hav kan räknas ut med denna formel: Kvadraten på avståndet till horisonten är ögats höjd över havsytan gånger jordens diameter (12 750 km). I praktiken ser åskådaren i snitt cirka 10–20 procent längre, beroende på att lufttryck och temperaturskillnader böjer ljusets bana från horisont till öga. 
- Vid en ögonhöjd över havsnivå på 2 m är det raka avståndet till horisonten, ute på öppet hav, enligt uttryck [2] c:a 5,1 km eller 2,7 nautiska mil.
- Vid en ögonhöjd på 10 m över havsnivån är avståndet cirka 11,3 km eller 6,1 nautiska mil.
- Vid en ögonhöjd av 100 m över havsnivån är avståndet cirka 35,7 km eller 19 nautiska mil.

Avståndet till horisonten över öppet vatten när man står vid en strandkant, cirka 2 m över vattenytan, är således endast cirka 5 km trots att man intuitivt kan tycka att avståndet är betydligt längre.